# Heyden (pommersches Adelsgeschlecht)

Stammwappen derer von Heyden

Die Herren von Heyden und ihre Nebenlinie von Heyden-Linden sind ein pommersches Adelsgeschlecht. Die Familie besaß bis 1945 Güter in Vorpommern, Mecklenburg und in der Uckermark.

## Geschichte

### Heyden
Die Heyden wanderten wahrscheinlich in der ersten Hälfte des 13. Jahrhunderts aus dem Münsterland über Mecklenburg nach Pommern ein. Erstmals erscheint das Geschlecht 1226 urkundlich mit Tiedericus Paganus und beginnt die Stammreihe mit Konrad Heyden (1233–1289). 1278 trat ein Heinricus Heyden in einer Urkunde des Herzogs Barnim III. als Zeuge auf. In der Folgezeit kamen der Name Heyden und seine latinisierte Form Paganus häufig in pommerschen Urkunden vor.
Wahrscheinlich im 13. Jahrhundert, spätestens im 14. Jahrhundert wurde die Familie mit dem Stammsitz Kartlow sowie den Dörfern Toitin, Below und Kadow zur Gesamthand belehnt. Es bildeten sich verschiedene Linien heraus, die sich gegenseitig beerbten.
Nach dem Dreißigjährigen Krieg gelangten die Familiengüter zunächst unter schwedische Hoheit, ab 1720 gehörten sie zu Preußen. Im 18. und besonders im 19. Jahrhundert konnte die Familie ihren Landbesitz bedeutend vergrößern.
Wichard Wilhelm von Heyden (1782–1836), Erbherr auf Kartlow, erwarb die Güter Leistenow (1756–1945), Buschmühl, Plötz, Bredenfelde und 1831 Groß Below. Er hatte fünf Söhne.

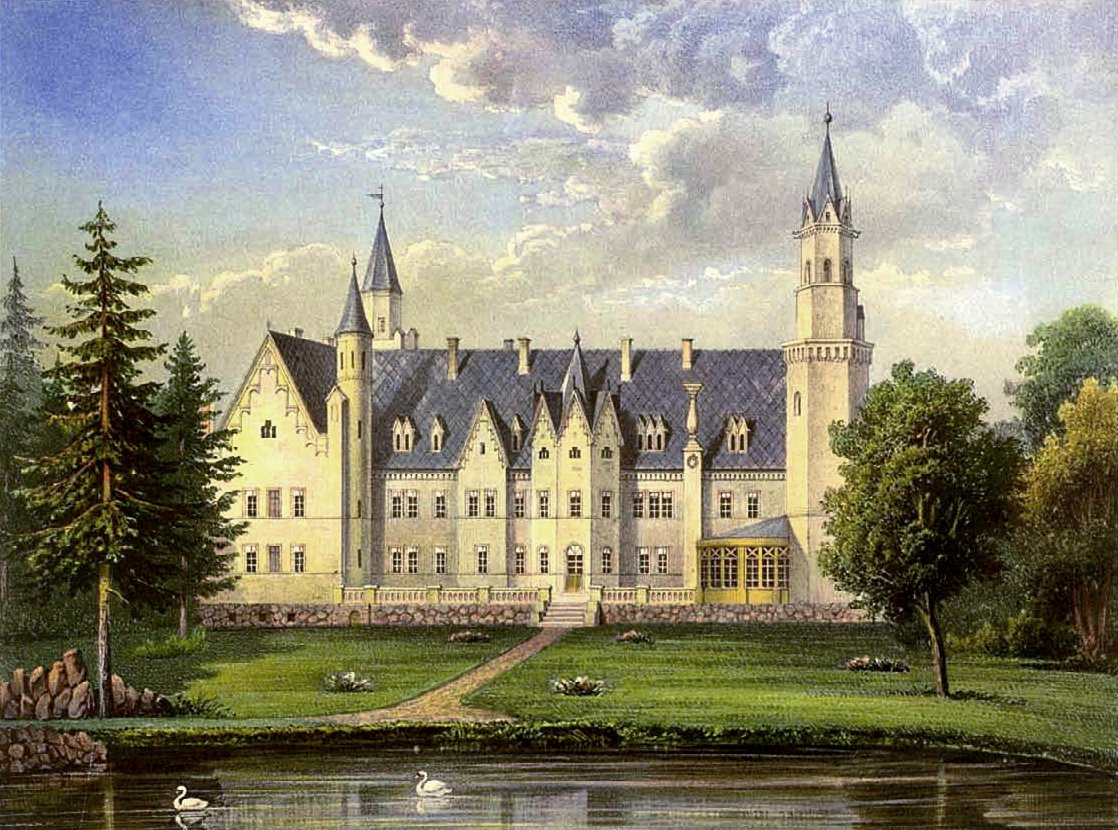
Schloss Kartlow um 1860, Sammlung Alexander Duncker

Der Älteste, Woldemar von Heyden (1809–1871), Generallandschaftsrat von Pommern, heiratete 1837 eine reiche Warschauer Unternehmerstochter und vervierfachte durch Zukäufe zwischen 1840 und 1860 den Besitz von Kartlow. 1840 kaufte er die Güter Müssentin, Kronsberg und Klein Toitin. 1846 erwarb er von Helmuth von Heyden-Linden das Heydensche Stammgut Groß Toitin. 1855 kaufte er den Maltzahnschen Gutskomplex Schmarsow und 1860 das Gut Sarow. 1861 umfasste der Besitz eine Fläche von 4500 Hektar, auf der 1446 Menschen lebten. Dazu kamen 1854 noch die Güter Alexanderhof und Wittenhof bei Prenzlau sowie 1863 Damitzow mit Keesow. Er hegte den Wunsch, seinen Besitz nach Art einer englischen Grafschaft zu gestalten. So erfolgte zwischen 1853 und 1859 der Bau des neuen Herrenhauses in Kartlow im Tudorstil nach Plänen des Schinkel-Schülers Friedrich Hitzig. Woldemar investierte auch in Mühlenbetriebe und gründete eine Bank. In Kartlow wurde 1864 ein Fideikommiss nach dem Minoratsprinzip eingerichtet, somit erbte der jüngste Sohn den Besitz. Damit verbunden war seit 1870 der Titel eines „Grafen von Cartlow“ für das Oberhaupt des Fideikommisses. Der älteste Sohn wurde mit dem Gut Alexanderhof abgefunden.

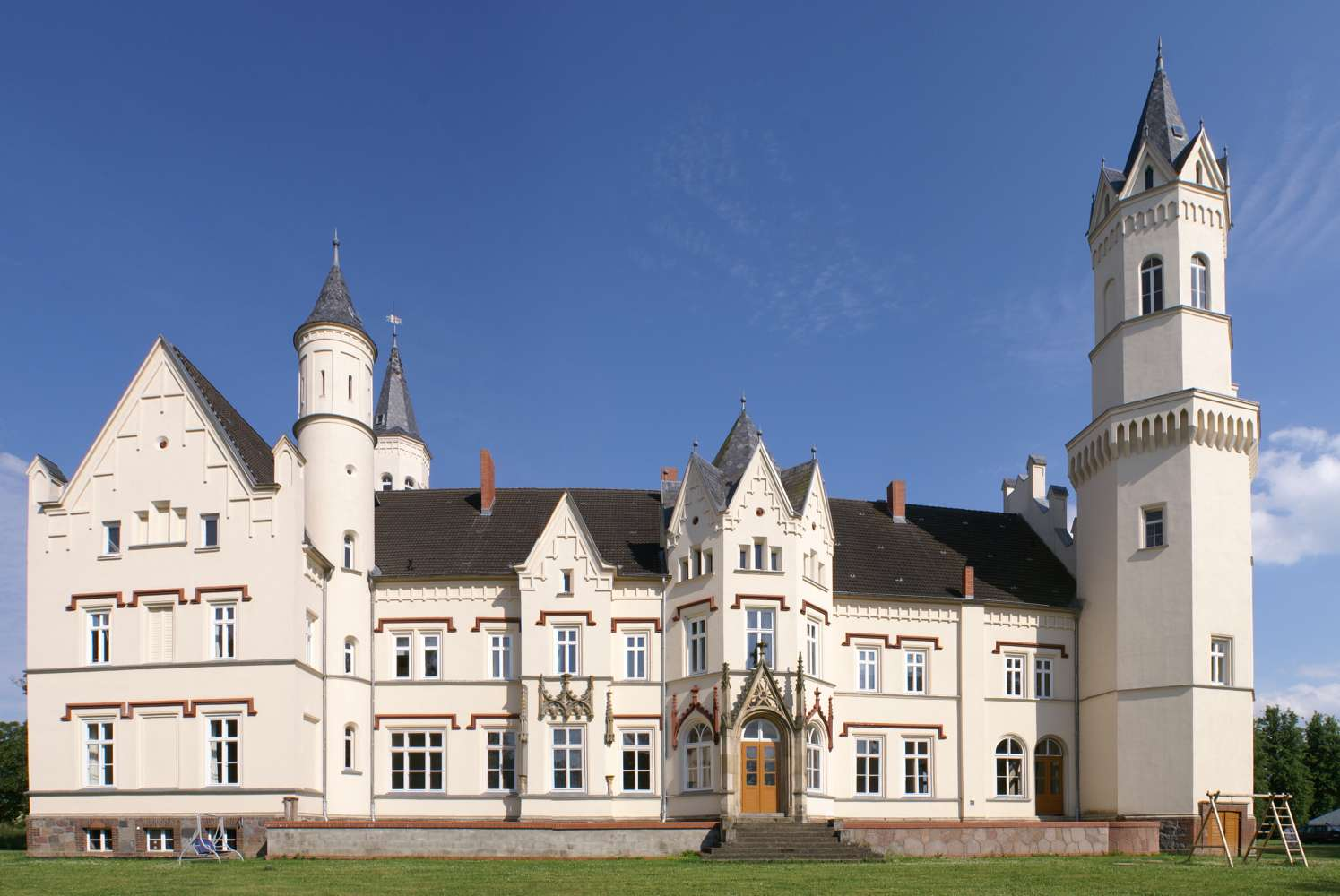
Schloss Kartlow, 2006
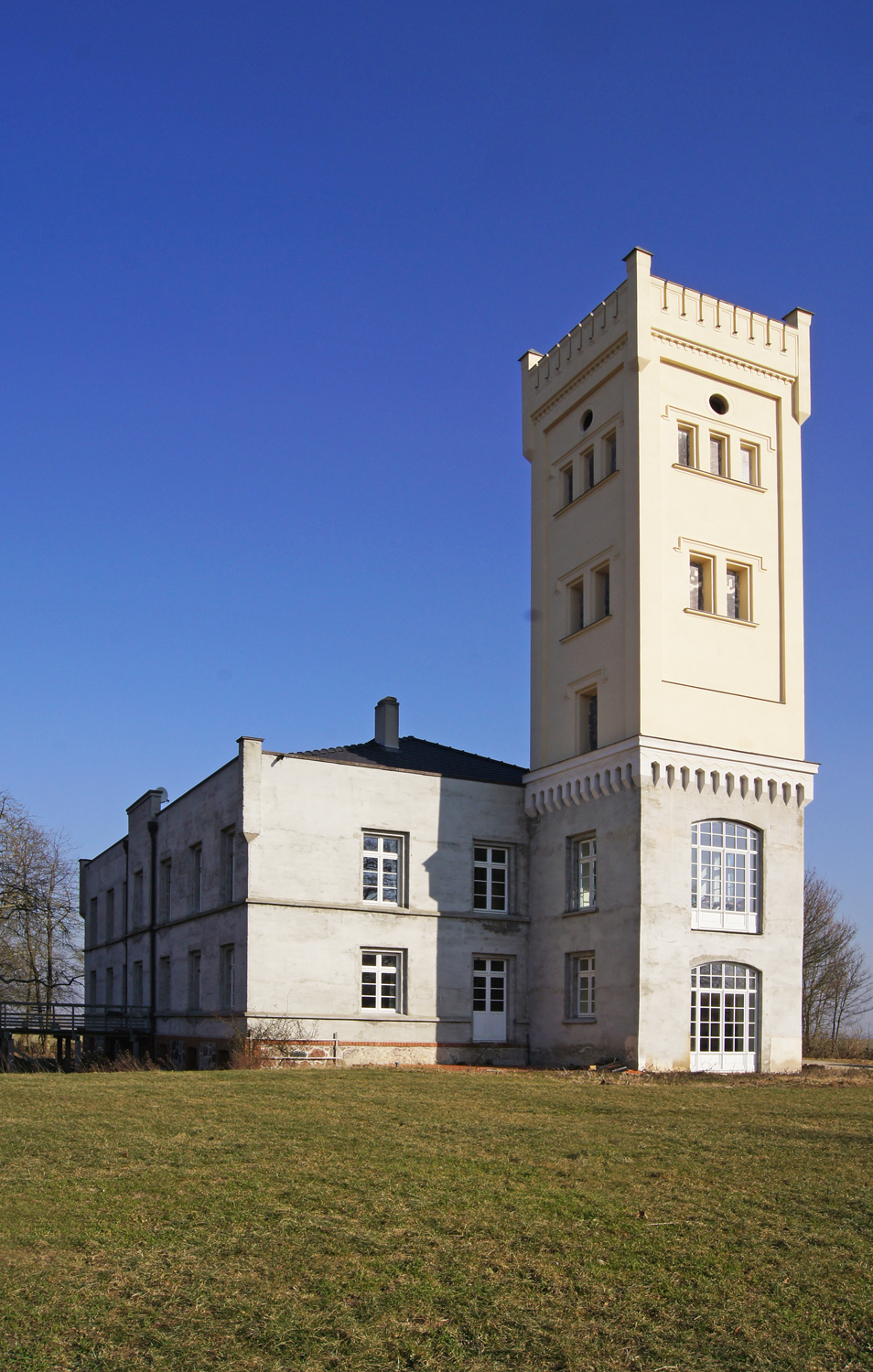
Gutshaus Plötz

Der zweite Sohn Wichard Wilhelms, Hermann von Heyden (1810–1851), Mitglied des Preußischen Abgeordnetenhauses und Landrat des Landkreises Demmin, erhielt die Güter Leistenow mit Gatschow und Cadow (heute Kadow). In Leistenow ließ er ein neues Herrenhaus errichten und einen Landschaftspark nach Entwurf von Peter Joseph Lenné anlegen. 1850 erwarb er von seinem Bruder Karl die benachbarten Güter Buschmühl und Flemmendorf. Sein Sohn Ernst von Heyden (1837–1917) war Landschaftsdirektor von Vorpommern, der Sohn Wilhelm von Heyden (1839–1920) wurde preußischer Staatsminister für Landwirtschaft.

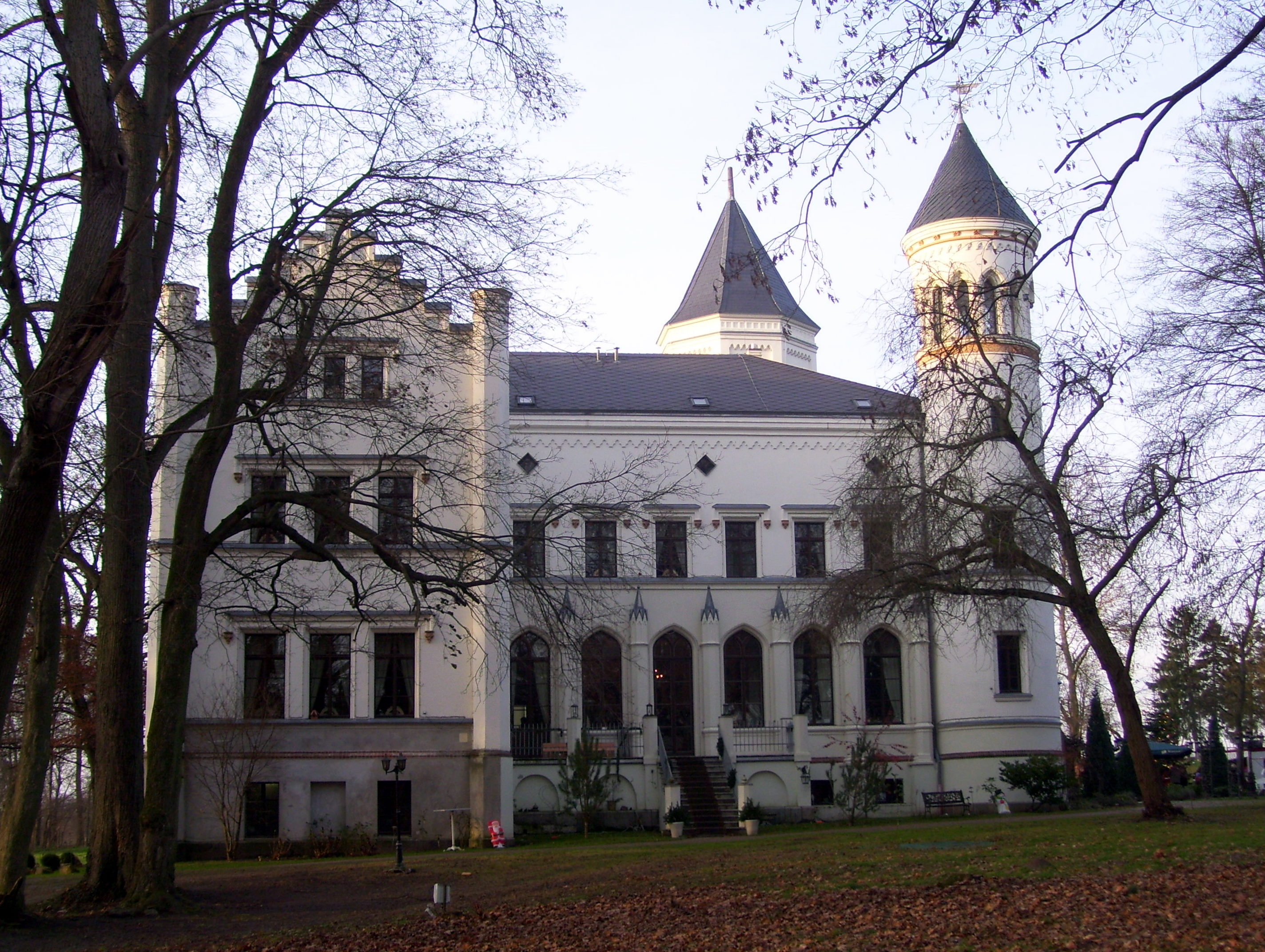
Schloss Bredenfelde

Wichard Wilhelms dritter Sohn, Ernst von Heyden (1817–1859), ließ von 1852 bis 1854 das Schloss Bredenfelde nach Plänen von Friedrich Hitzig erbauen. Auch der bereits 1840 entworfene Plan des Landschaftsparks stammt, wie die Parks in Kartlow und Leistenow, von Peter Joseph Lenné.
Der jüngste Sohn, Carl Ludwig Wilhelm Wichard von Heyden (1823–1882) erbte Plötz und ließ 1866 das Gutshaus im Tudorstil erbauen.
Mehrere Angehörige der Familie bekleideten das Amt des Landrats im Landkreis Demmin und waren Abgeordnete verschiedener preußischer Parlamente.
Im nördlichen Vorpommern war Ernst von Heyden Gutsherr auf Breechen im Landkreis Greifswald. Dort war er auch Mitglied des ständischen Kreistages, sein Wappen hing mit den der 24 Gutsherren und der 3 Städte im Wappenfries des Kreishauses. 1927 ging er aber in Konkurs, das Gut wurde aufgesiedelt.
Im Einschreibebuch des Klosters Dobbertin befinden sich drei Eintragungen von Töchtern der Familie von Heyden aus Bredenfelde von 1855–1890 zur Aufnahme in das adelige Damenstift. Die Grabkreuze der Konventualinnen Alexandra (Nr. 1386) und Charlotte (Nr. 1387) von Heyden stehen noch auf dem Klosterfriedhof Dobbertin. Auf Wunsch der Frau Domina Auguste von Pressentin wurde 1932 auch Ernst Werner von Heyden (436) neben seiner Schwester auf dem Klosterfriedhof bestattet, sein Grabkreuz ist noch erhalten.
Nach dem Zweiten Weltkrieg wurden sämtliche in der SBZ gelegenen Güter der von Heyden und Heyden-Linden im Rahmen der Bodenreform enteignet. Die meisten Familienangehörigen siedelten nach Westdeutschland über.

### Heyden-Linden

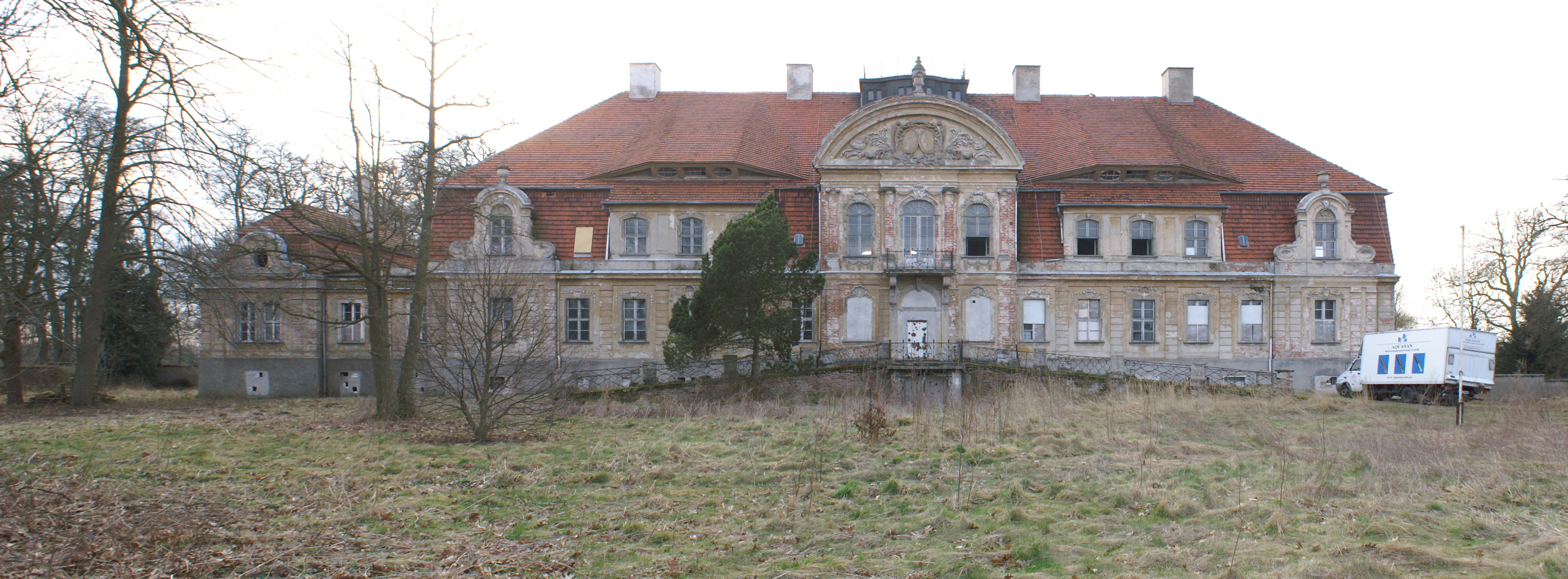
Gutshaus Tützpatz

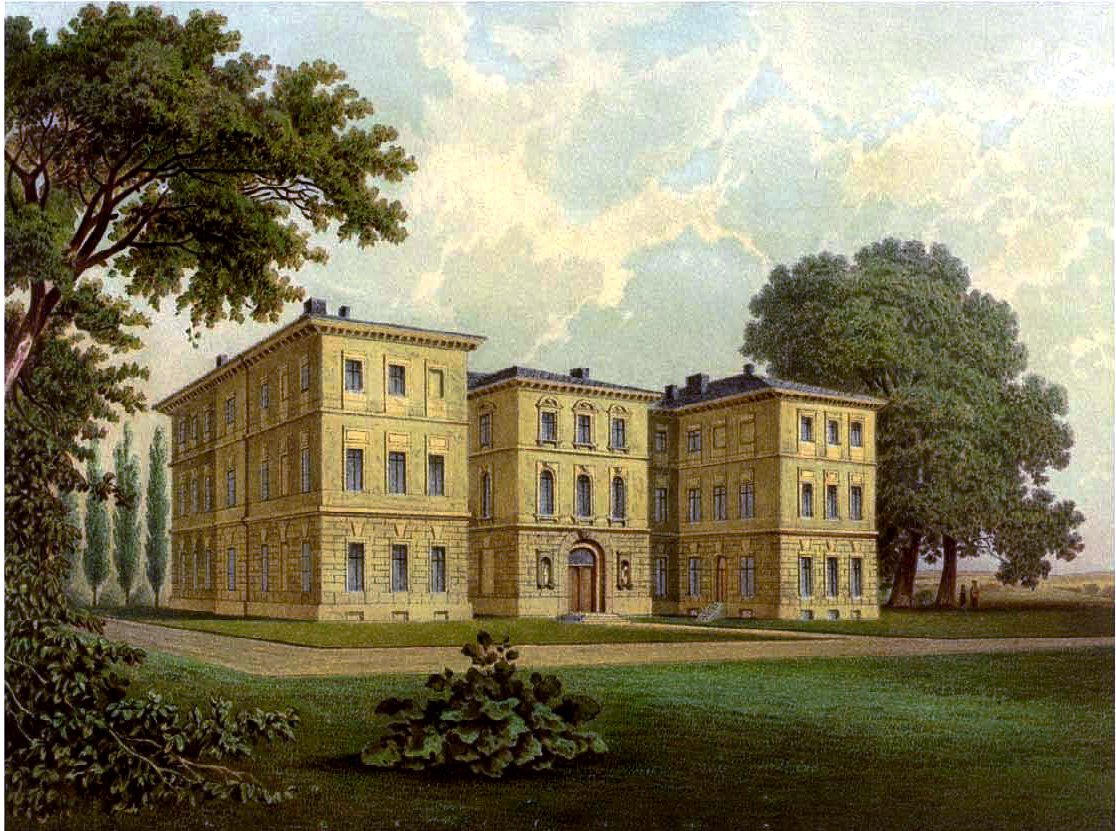
Gutshaus Wolde (um 1860), abgebrochen 1945

Die Linie Heyden-Linden stammt von Georg Christian Friedrich von Heyden ab, der das Vermögen der 1785 ausgestorbenen Familie von Linden erbte und im Alter von 13 Jahren vom König Friedrich II. die Erlaubnis erhielt seinen Namen und Wappen mit dem der von Linden zu vereinigen. Der Stammsitz der Heyden-Linden befand sich in Tützpatz, weitere Häuser wurden in Lindenhof und Gehmkow gegründet. Dieser Linie wurde am 15. Oktober 1840 die erbliche Würde eines Erblandmundschenks von Alt-Vorpommern von der preußischen Krone verliehen. 1865 erwarb der Tützpatzer Zweig auch das Gut Wolde mit der Ruine der alten Burg Wolde und dem 1797 von Bogislav Helmut von Maltzahn errichteten Gutshaus Wolde, das 1945 abgebrochen wurde.
Eine katholische Linie der Familie, mit Sitz in Marienloh bei Paderborn, stammt von Bogislav von Heyden-Linden ab, der 1892 Elisabeth Gräfin von Westphalen zu Fürstenberg geheiratet hatte.

## Wappen
Das Stammwappen zeigt in Silber einen viermal gezinnten schwarzen Balken (Mauerstück). Auf dem Helm wächst eine rotgekleidete Jungfrau mit fliegenden Haaren, silbernem Kragen und aufgeschürzten Ärmeln. Auf dem Kopf geschmückt mit drei silbernen Straußenfedern auf einem schwarz-silbernen Wulst, trägt sie in jeder Hand drei grüne Haiden- bzw. Eichenblätter.
Die Linie Heyden-Linden vereinigt die Wappen der Familien von Heyden und von Linden in einem Schild.
Historische Wappendarstellungen

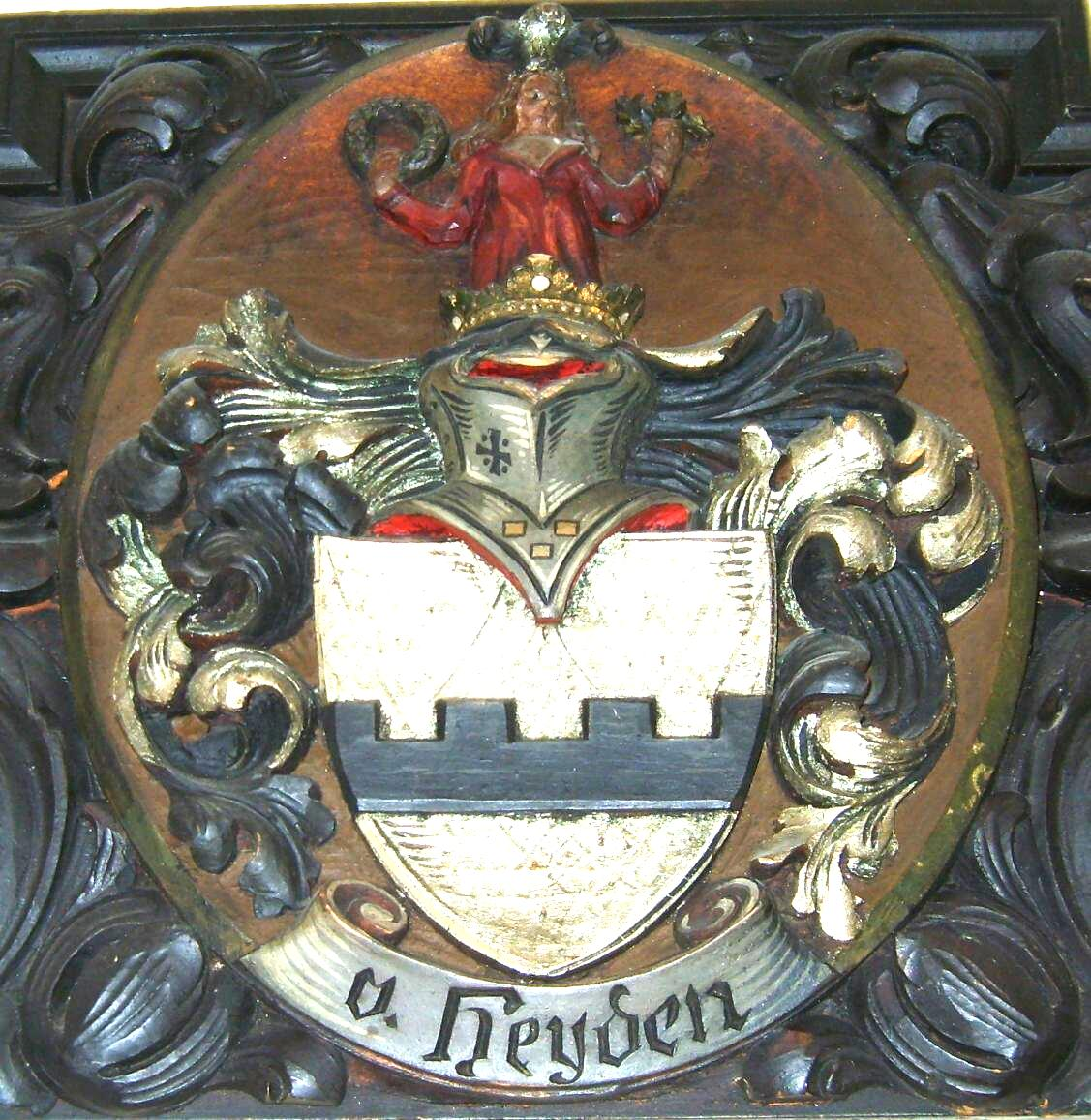
Wappen derer von Heyden im Kreishaus in Greifswald
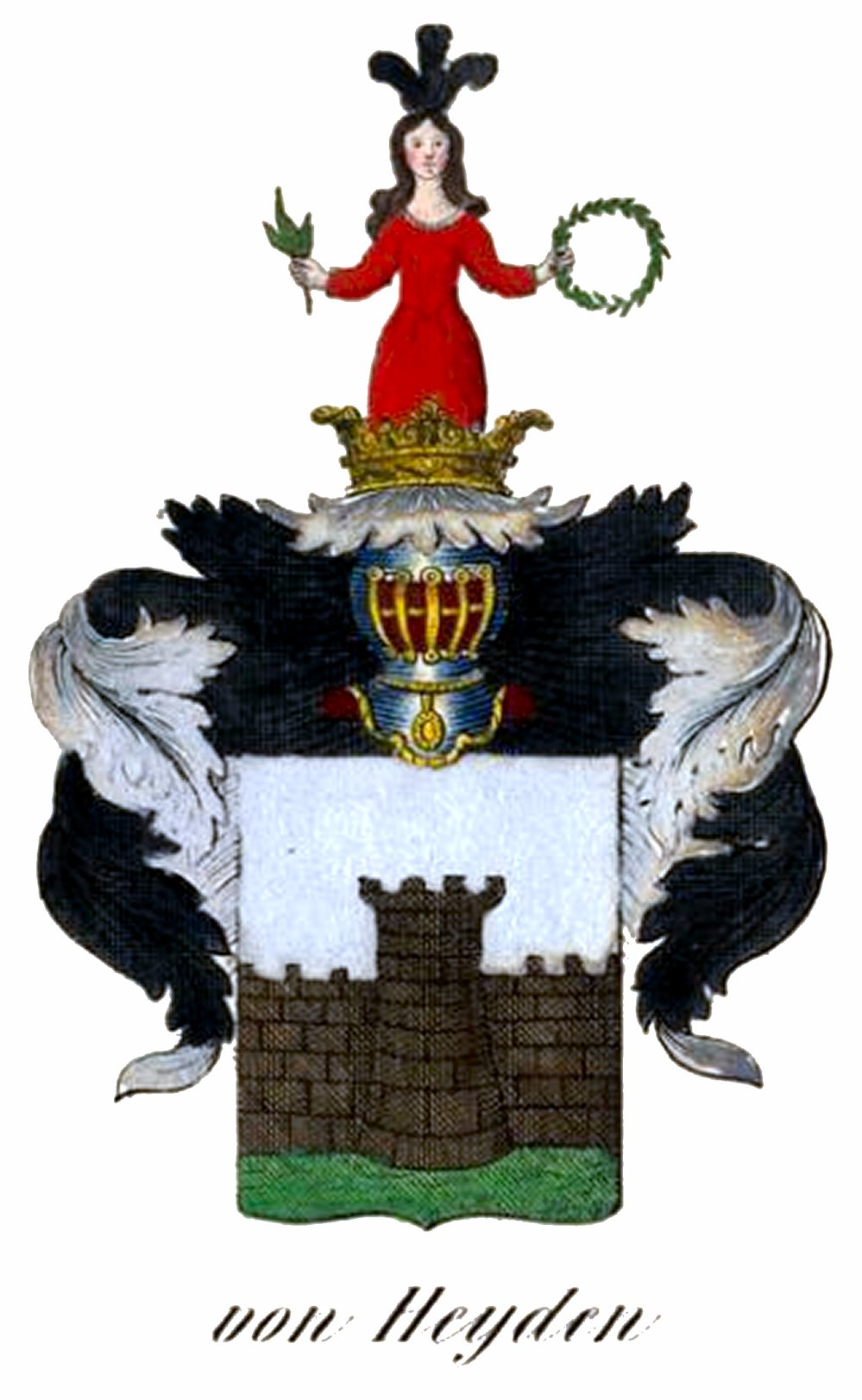
Alternative Darstellung des Wappens
Wappen derer von Linden
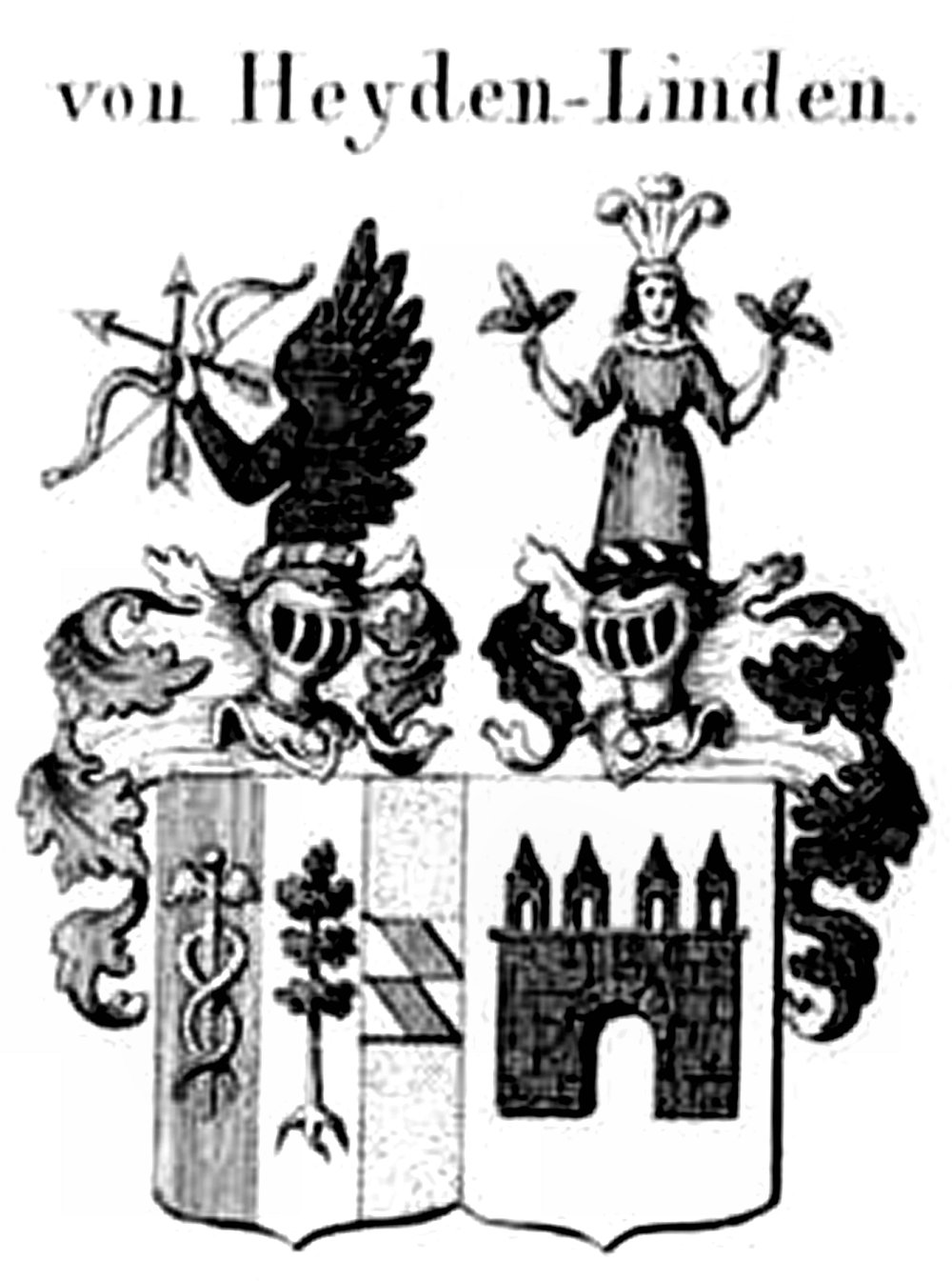
Doppelwappen der Heyden-Linden nach Tyroff

## Bekannte Namensträger

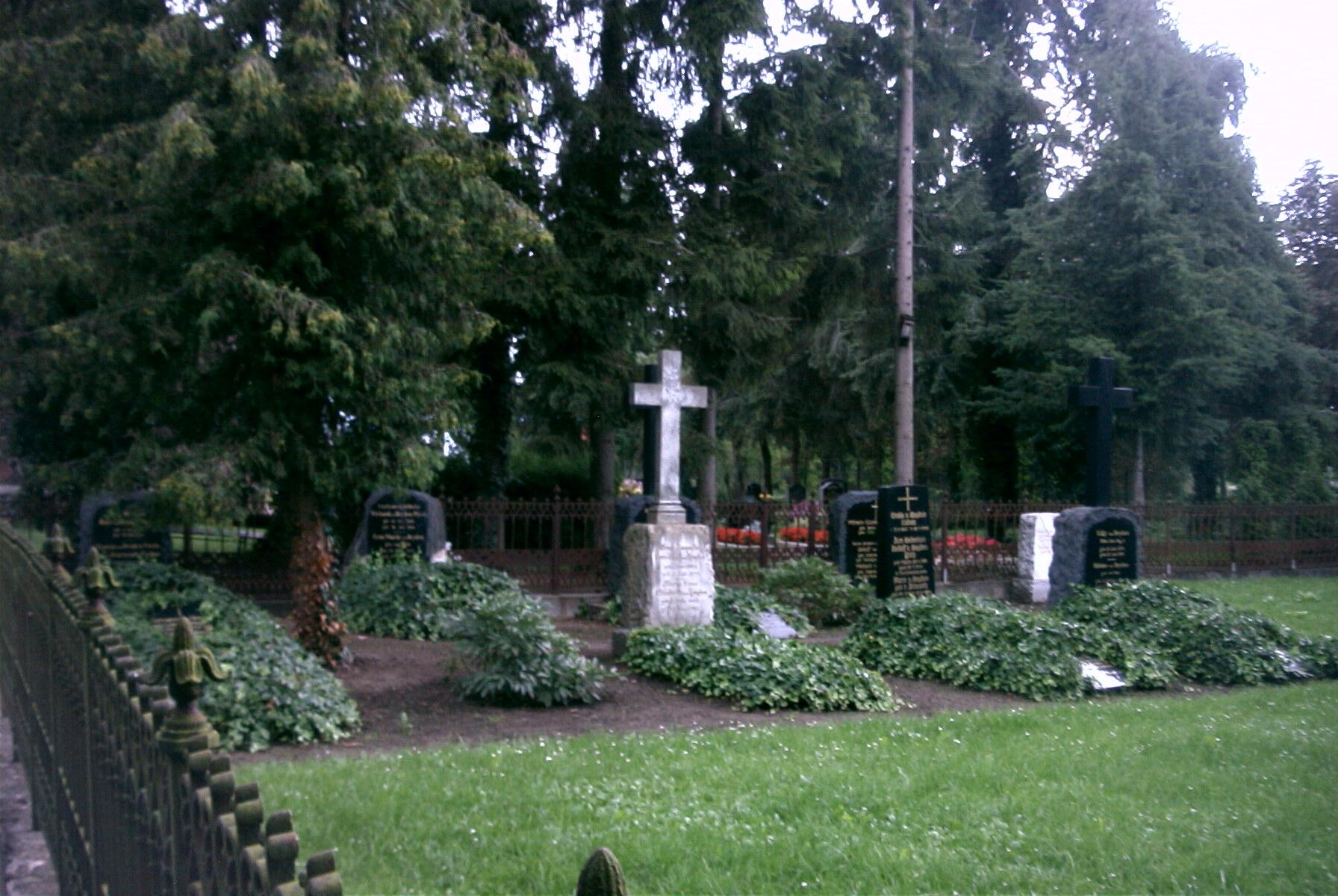
Erbbegräbnis der Familie Heyden in Plötz

- Adam Werner von Heyden (1852–1888), Landrat des Landkreises Demmin
- Adolf von Heyden (1847–1920), Landrat in den Landkreisen Beeskow-Storkow und Demmin
- Albrecht von Heyden-Linden (1872–1946), Mitglied des Provinziallandtags der Provinz Pommern
- Bogislav von Heyden-Linden (1853–1909), Amateurreitsportler, Kavalleriegeneral und Flügeladjutant des Kaisers
- Bogislav von Heyden-Linden (1898–1991), deutscher Schauspieler
- Carl von Heyden-Linden (1851–1919), Rittergutsbesitzer und Politiker, MdH
- Dietrich von Heyden-Linden (1898–1986), deutscher Physiker und Fotograf
- Ernst von Heyden (1817–1859), auf Bredenfelde, 1848 Abgeordneter im Vorparlament
- Ernst von Heyden-Leistenow (1837–1917), Landschaftsdirektor von Vorpommern, stellvertretender Landrat des Kreises Demmin und Mitglied des Preußischen Herrenhauses
- Ernst Werner von Heyden (1859–1932), Großherzoglich mecklenburg-schwerinscher Ministerialrat[4]
- Hermann von Heyden (1810–1851), Mitglied des Preußischen Abgeordnetenhauses und Landrat des Landkreises Demmin
- Ilse von Heyden-Linden (1883–1949), deutsche Malerin des Impressionismus
- Margot von Heyden-Linden (1895–1975), Malerin
- Ulrich von Heyden (1873–1963), Landrat in Ueckermünde und Prenzlau und Mitglied des Provinziallandtags der Provinz Brandenburg
- Wichard Wilhelm von Heyden (1782–1836), Mitglied des Provinziallandtags der Provinz Pommern
- Wilhelm von Heyden-Cadow (1839–1920), preußischer Politiker und Landwirtschaftsminister
- Wilhelm von Heyden-Linden (1842–1877), Landesdirektor des Provinzialverbandes Pommern
- Woldemar von Heyden (1809–1871), Generallandschaftsrat von Pommern, Mitglied des Vereinigten Landtags von Preußen

## Weitere Literatur
- Peter Heincke, Jürgen Luttmann: Die Wappen in den Kirchen und Herrenhäusern Kittendorf, Luplow, Schwandt und Bredenfelde. Eigenverlag (Heraldische Gruppe „Zum Greifen“), Karlsburg 2008, S. 51–52.